# Короли Томонда
Короли Томонда — правители одноимённого государства в средневековой Ирландии из рода О’Брайен (1118—1543 годы).

## Первые легендарные и исторические короли Томонда из родаДал Кайс
- Муг Корб (Фер Корб) мак Кормайк Кайс (ок. 260—296)
- Энгус Тирех (ок. 296—330), сын Муга Корба
- Лугайд Менн (ок. 330—336), сын Энгуса Тиреха
- Коналл Корк (ок. 336—366), сын Лугайда Менна
- Коналл Эхнат (ок. 366—379), сын Лугайда Менна
- Над Фройх (ок. 379—400, потом король Мунстера), сын Конала Корка
- Этна Аргтех мак Конайлл (ок. 400—420)
- Кас мак Тайлл (ок. 420—430), племянник Этны Аргтеха
- Блойд мак Касо, сын Кас мак Тайлла
- Картан Финн, сын Блойда мак Касо
- Энгус, сын Картана Финна
- Кормак, сын Энгуса мак Картана
- Эохайд, сын Энгуса мак Картана
- Коналл Каом, сын Эохайда мак Энгуссо
- Аэд (ок. 580—600), сын Коналла Каома
- Катал (ок. 600—620), сын Аэда мак Конайлла
- Айлгенан (ок. 620—630), сын Катала мак Аэдо
- Тойрдельбах (ок. 630—650), сын Катала мак Аэдо
- Матгамайн (ок. 650—670), сын Тойрделбаха мак Катайлла
- Анлуан мак Матгамайн, сын Матгамайна мак Тойрделбаха
- Корк мак Анлуан, сын Анлуана мак Матгамайна
- Лахтна, сын Корка мак Анлуана
- Лоркан (Ларгган), сын Лахтны мак Корка
- Кеннетиг (ок. 920—951), сын Лоркана мак Корка
- Матгамайн (952—976, король Мунстера в 963/969—976), сын Кеннетига мак Лоркайна
- Бриан Бору (король Мунстера 976—1014), сын Кеннетига мак Лоркайна и младший брат Матгамайна
- Доннхад (1014—1064), сын Бриана Бору
- Тойрделбах мак Тадг (1065—1086), сын Тадга мак Бриайна и внук Бриана Бору
- Диармайт мак Тойрделбах (1086—1118), сын Тойрделбаха мак Тадга

## Короли Томонда из рода О’Брайен
- Конхобар мак Диармайта О’Брайен (1118—1142), сын Диармайта мак Тойрделбаха О’Брайена и племянник верховного короля Ирландии и короля Мунстера Муйрхертаха Уа Бриайна
- Тойрделбах мак Диармайта О’Брайен (1142—1167), сын Диармайта мак Тойрделбаха О’Брайена и брат Конхобара О’Брайена
- Муйрхертах мак Тойрделбайг О’Брайен (1167—1168), старший сын предыдущего
- Домналл Мор мак Тойрделбайг О’Брайен (1168—1194), сын Тойрделбаха мак Диармайта О’Брайена
- Муйрхертах Финн мак Диармайта Мор (1194—1198, 1203—1210; ум. 1239), сын Домналла Мора мак Тойрделбаха О’Брайена
- Конхобар Руад мак Домнайлл О’Брайен (1198—1203, убит в 1202), сын Домналла Мора мак Тойрделбаха О’Брайена
- Доннхад Кайрпрех мак Домнайлл О’Брайен (1210—1242), сын Домналла Мора мак Тойрделбаха О’Брайена
- Конхобар на Киудайне О’Брайен (1242—1258), сын Доннхада Кайрпреха мак Домнайлла О’Брайена
- Тадг О’Брайен (1258—1269), сын Конхобара на Киудайне О’Брайена
- Бриайн Руад О’Брайен (1269—1277), сын Конхобара мак Доннахада О’Брайена и брат Тадга О’Брайена

## Лорды Томонда из дома де Клер
- Томас де Клер  (ок. 1244/1245-1318) — 1-й лорд Томонда (1277—1287), сын Ричарда де Клера, 6-го графа Хартфорда, и Мод де Ласи
- Гилберт де Клер (1281—1308) — 2-й лорд Томонда (1287—1308), сын Томаса де Клера и Джулианы Фицджеральд
- Ричард де Клер (после 1281—1318) — 3-й лорд Томонда (1308—1318), сын Томаса де Клера и Джулианы Фицджеральд, брат Гилберта де Клер

## Короли Томонда из рода О’Брайен

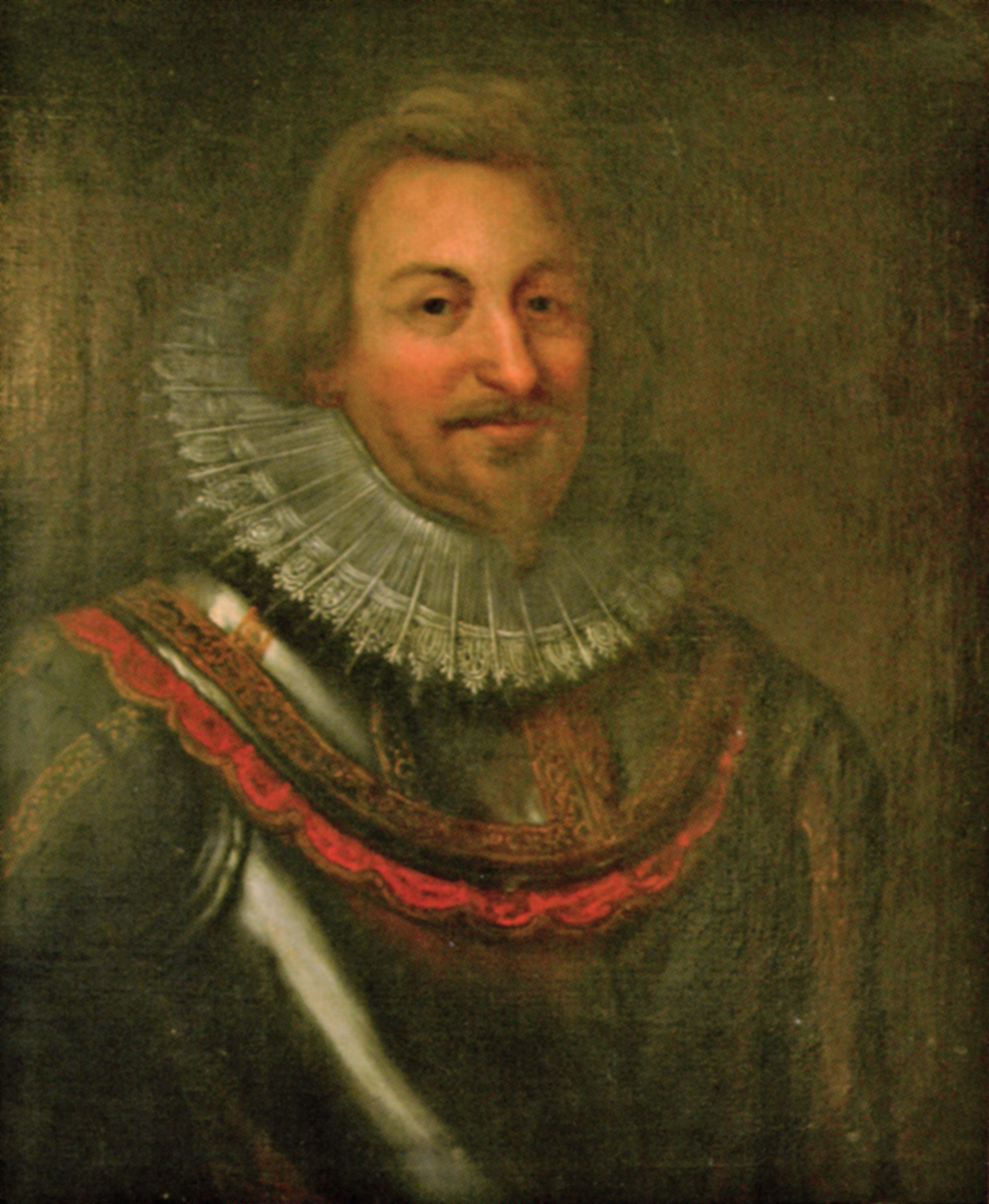
Мурхад Каррах (Мурроу) О’Брайен, последний король Томонда (1539—1543) и первый граф Томонд (1543—1551)

- Доннхад мак Бриайн О’Брайен (1277—1284), сын Бриана Руада О’Брайена
- Тойрделбах мак Тадг О’Брайен (1284—1306), двоюродный брат Доннхада мак Бриайна Руада О’Брайена
- Диармайт Клерех мак Доннхада О’Брайен (1311—1313), сын Доннхада мак Бриана Руада О’Брайена и племянник Тойррделбаха мак Тайдга
- Доннхад мак Домнайлл О’Брайен (1313—1317), сын Домналла мак Бриана Руада О’Брайена
- Муйрхертах О’Брайен (1313—1343), сын Тойррделбаха мак Тайдга О’Брайена и двоюродный брат Диармайта Клереха
- Бриан Бан мак Домнайлл О’Брайен (1343—1350), сын Домналла мак Бриана Руада О’Брайена и дальний кузен Муйрхертаха мак Тойррделбаха
- Диармайт мак Тойрделбайг О’Брайен (1350—1360), сын Тойррделбаха мак Тайдга О’Брайена и кузен Бриана Бана мак Домнайлла
- Матгамайн О’Брайен (1360—1369), сын Муйрхертаха мак Тойрделбайга О’Брайена и племянник Диармайта мак Тойрделбайга
- Бриан Стремах О’Брайен (1369—1400), сын Матгамайна мак Муйрхертаха О’Брайена
- Тойрделбах Маол мак Муйрхертайг О’Брайен (1375—1398), сын Муйрхертаха мак Тойрделбайга О’Брайена и дядя Бриана Стремаха мак Матгамайна О’Брайена
- Конхобар мак Матгамайна О’Брайен (1400—1426), сын Матгамайна О’Брайена и брат Бриана Стремаха О’Брайена
- Тадг ан Глемор мак Бриан О’Брайен (1426—1438), сын Бриана Стремаха мак Матгамайна О’Брайена и племянник Конхобара мак Матгамайна
- Матгамайн Далл мак Бриан О’Брайен (1438—1444), сын Бриана Стремаха мак Матгамайна О’Брайена и брат Тадга ан Глемора О’Брайена
- Тойрделбах Бог мак Бриан О’Брайен (1444—1459), сын Бриана Стремаха мак Матгамайна и брат Матгамайна Далла О’Брайена
- Тадг ан Комайд О’Брайен (1459—1466), сын Тойрделбаха Бога мак Бриана О’Брайена
- Доннхад мак Матгамайна О’Брайен (1459—1461), сын Матгамайна Далла О’Брайена и племянник Тойрделбаха Бога О’Брайена
- Конхобар Мор (На Срон) мак Тойрделбах О’Брайен (1466—1496), сын Тойрделбаха Бога О’Брайена
- Тойрдельбах Ог (Ан Гиолла Дуб) мак Тойрделбах О’Брайен (1496—1498), сын Тойрделбаха Бога О’Брайена и брат Конхобара Мора
- Тойрделбах Донн мак Тадг О’Брайен (1498—1528), сын Тадга ан Комайда О’Брайена
- Конхобар мак Тойрделбайг О’Брайен (1528—1539), сын Тойрделбаха Донна мак Тайдга О’Брайена
- Мурхад (Мурроу) Каррах мак Тойрделбайг О’Брайен (1539—1543), сын Тойрделбаха Донна мак Тайдга О’Брайена и брат Конхобара мак Тойрделбайга О’Брайена

## Графы Томонда из рода О’Брайен
- Мурхад Каррах О’Брайен (ум. 1551), 1-й граф Томонд (1543—1551), сын короля Томонда Тойрделбаха Донна мак Тайдга О’Брайена и брат короля Томонда Конхобара мак Тойрделбайга О’Брайена
- Доннхад О’Брайен (ум. 1553), 2-й граф Томонд (1551—1553), сын короля Томонда Конхобара мак Тойрделбайга О’Брайена
- Конхобар О’Брайен (ум. 1581), 3-й граф Томонд (1553—1581), сын Доннхада мак Конхобайра
- Домналл О’Брайен (претендент в 1553—1564, ум. 1579), сын Доннхада мак Конхобайра
- Доннхад О’Брайен (ум. 1624), 4-й граф Томонд (1581—1624), сын Домналла
- Генри О’Брайен (1588—1639), 5-й граф Томонд (1624—1639), сын Доннхада
- Барнеби О’Брайен (ум. 1657) — 6-й граф Томонд (1639—1657), сын Доннхада и брат Генри
- Генри О’Брайен (ок. 1620—1691), 7-й граф Томонд (1657—1691), сын Барнеби
- Генри О’Брайен (1688—1741), 8-й титулярный граф Томонд (1691—1741), сын Генри Горатио (ум. 1690), лорда Ибракана, и внук Генри О’Брайена, 7-го графа Томонда
- Чарльз О’Брайен (1699—1761), 6-й виконт Клер (1706—1761) и 9-й титулярный граф Томонд (1761—1761), сын Чарльза О’Брайена (1673—1706), 5-го виконта Клера (1693—1706) и потомок Конхобара (Коннора) О’Брайена, 3-го графа Томонда
- Чарльз О’Брайен (1757—1774), 7-й виконт Клер и 10-й титулярный граф Томонд (1761—1774), сын Чарльза О’Брайена, 6-го виконта Клера и 9-го графа Томонда.